# یوری دولگوروکی
یوری ولادیمیرویچ اول (به روسی: Юрий Владимирович)(۱۰۹۹ – ۱۵ می ۱۱۵۷)، که با لقب یوری دولگوروکی (به روسی: Юрий Долгорукий، همچنین به القاب دیگری چون گیورگی، دیورگی یا جرج اول روس شناخته می‌شد)، به معنای "یوری دائم المسلح" شناخته می‌شود از شاهزادگان روس دودمان روریک بود. او از سپتامبر سال ۱۱۴۹ تا آوریل ۱۱۵۱ و سپس از مارس ۱۱۵۵ تا می ۱۱۵۷ به عنوان "ولیکی نی یز (شاهزاده بزرگ)" کی‌یف سلطنت کرد. وی پس از آنکه برادر بزرگ‌ترش، مستیسلاو، کشته شد، حاکم قلمرو موروثی خاندان خود گشت. وی برای دفاع از کی‌یف مبارزات بسیاری انجام داد. وی همچنین از چهره‌های کلیدی انتقال قدرت از کی‌یف به روسیه شناخته می‌شود.

## مشکل در شناسایی تاریخ تولد و هویت مادر
باتوجه به گفته واسیلی تاتیشچف، قوم نگار روس، یوری در سال ۱۰۹۰، متولد شد که می‌توان اورا فرزند نخستین همسر ولادیمیر مونوماخ به نام گیتا وسکسی، دختر هارولد گادوینسن، به حساب آورد. محققان دربارهٔ تاریخ مرگ مادرش نیز اختلاف نظر دارند و برخی ۱۰۹۸ و برخی ۱۱۰۷ می‌دانند.
بنابر وصیتنامه ولادیمیر مولوماخ، مادر یوری در هفتم مه سال ۱۱۰۷ وفات یافت. اگر گیتا در ۷ مارس ۱۰۹۸ فوت کرده باشد، پس ممکن است یوری فرزند دومین همسر پدرش به نام یفیمیا باشد. بنابر برخی از وقایع نگاری‌ها برادر بزرگ یوری، ویاچسلاو، به او گفت: من خیلی بزرگتر از تو هستم. من وقتی تو به دنیا آمدی، دارای ریش بودم. نظر به اینکه ویاچسلاو سال ۱۰۸۳ متولد شده بود، این ظاهراً تولد یوری را به سال ۱۰۹۹/۱۱۰۰ به جلو می‌اندازد. با این حال، قصه سالیان گذشته، اولین ازدواج یوری را در تاریخ ۱۲ ژانویه ۱۱۰۸ ثبت می‌کند. این بدان معنی است که یوری قبل از سال ۱۰۹۹/۱۱۰۰ متولد شده بود؛ زیرا نمی‌توانست در ان زمان در ۹–۶ سالگی ازدواج کند.
تاتیشچف همچنین گزارش می‌دهد که فرزند بوری به نام آندری بوگولویبسکی در حدود سال ۱۱۱۱ به دنیا آمده‌است. جای تردید است که یوری در آنزمان جوانتر از ۱۶ یا ۱۷ سال بود. هنوز نیز در سال تولد یوری شک و شبهه است. اگرچه با درنظر گرفتن اطلاعات مذکور، تاریخ تولد یوری را می‌توان به اواخر دهه ۱۰۸۰-اوایل دهه ۱۰۹۰ تقریب زد. اما این بدان معنی است که درواقع گیتا مادرش بود.

## فعالیت‌ها در روستاف و سوزدال
درسال ۱۱۰۸ ولادیمیر مونوماخ پسر جوانش یوری را به سمت حکمرانی استان ولادیمیر-سوزدال، واقع در شمال شرقی کیف، به آنجا فرستاد. درسال ۱۱۲۱، بین یوری با بویارهای روستاف نزاع درگرفت و یوری پایتخت نواحی مورد حکمرانیش را از روستوف به شهر سوسدال منتقل کرد. از آنجا که این منطقه کم جمعیت بود، یوری قلعه‌های زیادی آنجا بنا کرد. او شهرهای کسنیاتین (درسال ۱۱۳۴)، پرسلوال-زالسکیی و یوریف-پولسکی (در سال ۱۱۵۲) و دمیتروف (درسال ۱۱۵۴) را بنا کرد. همچنین تأسیس شهرهای تور، کوستروما و وولوگدا به یوری منصوب شده‌است.
درسال ۱۱۴۷ یوری دالگوروکی با اسویاتوسلاو اوگاویچ (بعدها شاهزاده بلگراد کیفسکی شد) در مکانی به نام مسکو ملاقات کرد. درسال ۱۱۵۶ یوری مسکو را با دیوارهای چوبی و خندق مستحکم کرد. اگرچه این شهر احتمالاً قبلتر یا بعدتر نیز وجود داشت، اما دالگوروکی اغلب بنیانگذار شهر مسکو خوانده می‌شود.

## مبارزه برای کیف
باتوجه به تمام علاقه و توجه او به تقویت مناطق شمالی قلمروی خود، یوری هنوز طمع بدست آوردن تاج و تخت کیف را داشت. این مشارکت فعالانه در امور جنوب بود که باعث دست یافتن او به لقب دولگوروکی شد. برادر بزرگتر وی، مستیسلاو، در سال ۱۱۳۲ درگذشت و بقول یکی از تواریخ، سرزمین روس از هم پاشید. یوری فوراً به شاهزادگان چرنیگوف، یعنی مقر حکومت شاهزاده بزرگ و برادرش یاروپلوک دوم، اعلام جنگ کرد و پسرش را در نوگورود برتخت نشاند و قلمروی موروثی پدرش را در جنوب پریاسلاو تصرف کرد. اما، نوگورودیان به وی خیانت کردند و یوری با تصرف قلعه مهم شرقی خود، تورژوک، از آنها انتقام گرفت.
درسال ۱۱۴۷، یوری دوباره مبارزه‌های خودرا برای دستیابی به کیف از سرگرفت و درسال ۱۱۴۹، او کیف را تسخیر کرد. اما در سال ۱۱۵۱ او توسط خواهرزاده خود، ایزیاسلاو، از پایتخت روس‌ها رانده شد. درسال ۱۱۵۱، یوری دوباره کیف را تسخیر کرد. درسال ۱۱۵۵ یوری، پس از مسموم شدن در یک ضیافت یک اشراف‌زاده کیفی، به‌طور غیرمنتظره درسال ۱۱۵۷ درگذشت. مرگ او، باعث شورشی ضد سوزدالیانی در شهر کیف شد. یوری دالگوروکی در کلیسای ناجی در برستوفا کیف دفن شد. اما امروزه قبر او خالی است.

## ازدواج‌ها و فرزندان
قصه سالیان گذشته نخستین ازدواج یوری را درسال ۱۲ ژانویه ۱۱۰۸ ثبت می‌کند. نخستین همسر او، دختر آئپا اوسنویچ، خان کومانها، کنفدراسیونی از میراث داران و مبارزان قبایل ترک نژاد، بود.
همسر دوم او هلنا از وی جان سالم به در برد و به قسطنطنیه نقل مکان کرد. پدر و مادر او به‌طور مشخص شناخته نمی‌شود اما نیکولای کارامزین اولین کسی بود که این تئوری را مبنی بر بازگشت هلنا به شهر مادری خود نظریه می‌کند. از آن زمان او به عنوان عضو خاندان کومنوس که در طول زندگی یوری بیزانس را تحت سلطه داشت، تئوریزه شده‌است.
چندین وب سایت گمانه زنی کرده‌اند که همسر وی دختر اسحاق کومننوس بوده‌است. این شناسایی باعث می‌شود او یک نوه الکسیوس اول کومننوس و ایرنه دوکایینا باشد. هیچ سندی برای پشتیبانی از این پیوند وجود ندارد.
یوری حداقل پانزده فرزند داشت. هویت مادران آنها دقیقاً مشخص نیست.
- موارد زیر را فرزندان بزرگتر درنظر گرفته‌اند و معمولاً به همسر اول نسبت داده می‌شوند:
  - روستیسلاو، شاهزاده پریاسلاو (مرگ. ۶آپریل ۱۱۵۱).
  - ایوان، شاهزاده کورسک (مرگ. ۲۴ فوریه ۱۱۴۷).
  - اولگا(d. 1189). با یاروسلاو اوسمامویسل ازدواج کرد.
  - آندری I بوگولیوبسکی (۱۱۱۱ – ۲۸ ژوئن ۱۱۷۴).
  - ماریا. با اولگ اسویاتوسلاویچ، شاهزاده نووهورود-سیورسکیی ازدواج کرد.
  - اسویاتوسلاو (مرگ. ۱۱ ژانویه ۱۱۷۴).
  - یاروسلاو (مرگ. ۱۲ آوریل ۱۱۶۶).
  - گلپ (مرگ. ۱۱۷۱).
  - بوریس، شاهزاده بلگراد و تور (مرگ ۱۲ می ۱۱۵۹).
  - مستیسلاو، شاهزاده نووگرود (مرگ ۱۱۶۶).
  - واسیلکا، شاهزاده سوزدال (خلع شده در ۱۱۶۱).
- موارد زیر جوانتر هستند و به همسر دوم منوسب می‌شوند:
  - میخائیل ولادیمیری (مرگ. ۲۰ ژوئن ۱۱۷۶).
  - وسوولد لانه بزرگ (۱۱۵۴ – ۱۲ آوریل ۱۲۱۲).
  - دیوید.
  - باروپولک.

## یادبودها

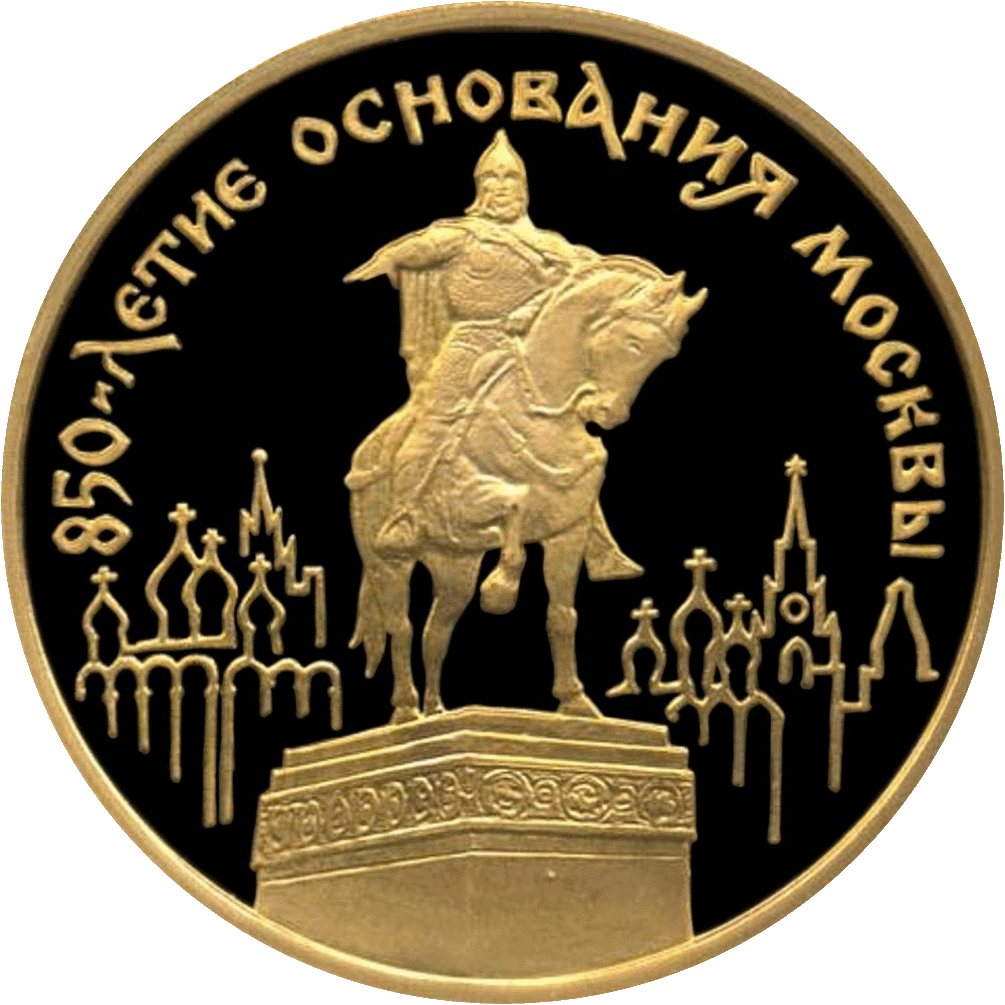
بنای یادبود مسکو یوری دالگوروکی همان‌طور که در سکه روسی ۱۹۹۷ نقش بسته‌است

مسکوی‌ها یاد موری را به عنوان بنیانگذار شهرشان گرامی می‌دارند. قدیس حامی او، سنت جورج بر روی نشان مسکو درحالی که در موقعیت کشتن اژدها هست، ظاهر می‌شود. درسال ۱۹۵۴، بنای یادبودی که توسط مجسمه‌ساز سرگی اورلوف طراحی شد و در خیابان تورسکایای مسکو، خیابان اصلی شهر، مقابل شهرداری مسکو بنا شد.
تصویر دولگوروکی بر روی مدال بزرگداشت هشتصدمین سالگرد شهر مسکو، که درسال ۱۹۴۷ معرفی شد، نقش بسته‌است.
نام زیردریایی هسته ای نیز به احترام او به نام یوری دالگوروکی در سال ۲۰۰۸ نام گذاری شد.